# Man with No Name
Man with No Name (无名者S, Wúmíng zhěP, L'Homme sans nom) è un documentario del 2010 diretto da Wang Bing.

## Trama
Il film è il ritratto di un quarantenne che vive in una grotta situata in una remota regione della Cina. Attraverso un racconto intimo, l'opera esplora la sua quotidianità, caratterizzata dalla ricerca di cibo, oggetti e terre coltivabili nei villaggi vicini e tra le rovine circostanti. Il protagonista affronta la solitudine e le difficoltà della sopravvivenza con determinazione, immerso in un paesaggio aspro e isolato che accentua il distacco dalla società. Girato nell'arco di un anno, il film segue il susseguirsi delle stagioni, offrendo una riflessione sull'autosufficienza e sulla condizione umana nella sua forma più essenziale.